# Esquerra Unida de Madrid
Esquerra Unida de Madrid (castellà: Izquierda Unida de Madrid, IU-Madrid) és la federació d'Esquerra Unida a la Comunitat de Madrid. Va ser constituïda a l'abril de 2016. Va reemplaçar a Esquerra Unida de la Comunitat de Madrid (IU-CM), desfederada el 2015. En la seva assemblea constituent, Mauricio Valiente i Chus Alonso van resultar elegits co-portaveus de l'organització. El gener de 2017 Sol Sánchez va substituir Alonso, que havia dimitit al·legant les dificultats de compaginar el càrrec orgànic amb l'alcaldia de Ciempozuelos.